# Bishopsteignton
Bishopsteignton est un village et une paroisse civile du Devon, situé en Angleterre du Sud-Ouest, et bordé au sud par l’estuaire de la Teign (en).

## Jumelage
- La Roche-Maurice (France) depuis 1995[1],[2],[3].